# مانويل لوبيز (لاعب كرة قدم غواتيمالي)
مانويل لوبيز هو لاعب كرة قدم غواتيمالي، ولد في 26 أبريل 1990.